# 통일신라의 음악
신라가 당(唐)과 연합하여 백제와 고구려를 평정하고 삼국을 통일하면서 신라음악은 당나라 음악, 즉 당악(唐樂)을 받아들이는 한편 고구려와 백제의 음악도 계승하였다. 당나라 음악의 비중이 큼에 따라 재래음악, 즉 향악(鄕樂)에 대조되는 당악(唐樂)·당비파(唐琵琶)·당(唐)피리·당풍(唐風)의 범패(梵唄) 등 당나라에서 새로 수입된 음악 양식이 생기고 황종조(黃鍾調)·월조(越調)·평조(平調)·반섭조(般涉調)와 같은 당음악에서 쓰던 조들이 쓰여지게 되었다.
한편 신라에 불교가 들어와 융성해지자 범패가 성히 불리고 또 당에서 새로운 범패가 들어오자 신라풍·당풍·당 이전의 고풍(古風) 이렇게 세 가지 범패가 불렸다. 신라의 재래음악은 가야금·춤·노래로 편성되어 악기는 가야금만이 쓰이던 것이 고구려의 거문고와 서역에 기원을 둔 비파가 쓰이고 대금 등 관악기가 도입되어 신라의 음악은 가야금·거문고·비파·대금·중금·소금, 즉 삼현삼죽(三絃三竹)이 쓰이게 되었다. 최치원(崔致遠)의 <향악잡영(鄕樂雜詠)>에 보이는 금환(金丸)·월전(月顚) 같은 것들이 모두 서역계 잡희(雜戱)인 것과 같이 서역계 음악의 영향도 받았다. 통일신라시대의 당악과 향악은 후세의 당악과 향악의 기초가 되었다.

## 당악의 수용
신라시대의 당악에 관한 문헌이 전혀 발견되지 않지만, 최치원의 <향악잡영(鄕樂雜詠)> 5수에 '향악'이란 말이 있는 이상, 당연히 그 대칭인 당악(唐樂)도 벌써 9세기에 있었을 것이다. 또 향비파·향피리의 대칭으로의 당비파·당피리가 있는데, 당비파는 문무왕(文武王) 13년(637)으로 추정되는 계유명(癸酉銘)의 아미타불삼존(阿彌陀佛三尊) 사면(四面) 석상(石像)에 보인다. 그뿐만 아니라 당악에서 사용되는 박(拍)이 신라 향악에까지 차용된 것을 보면, 본래 박을 사용하는 당악도 신라에 있었을 것이다. 그 밖에 범패(梵唄)에도 당음(唐音)·당풍(唐風)이 있는 이상, 음악에도 당연히 당풍·당악이 있었을 것이다. 한편 고려의 당악은 방향(方響)·당비파·쟁·당적·당피리·퉁소·장고·박 같은 것을 사용하였고, 또 한편 앞에 언급한 계유명 아미타불삼존 사면석상은 비파·쟁·당적·퉁소·생·소·요고를 보여주는데, 이들을 종합 고려하면, 신라의 당악은 방향·당비파·쟁·당적·퉁소·당피리·생·소·요고·박을 썼을 것이다. 참고로 <사대사자재장(西大寺資材帳)>에 의하면 780년(보구(寶龜) 11년) 일본에서 대당악(大唐樂)은 쟁·비파·공후·방향·생·우·필률(대소(大小))·소·척팔(尺八)·횡적·동발자·갈고(鞨鼓)·갈양·요고(腰鼓)·계루·도고(倒鼓)·계고(楷鼓)·고악고(古樂鼓)·대고(大鼓)·백자(百子：박(拍))를 사용하여 신라시대의 당악에 참고가 된다.
당피리는 그 최저음이 황종(黃鍾, 다)이고 향피리의 최저음보다 4도 높기 때문에, 그런 높은 음역(音域)의 악기로 연주되는 당악은 향악에 비하여 청(淸)하다고 하겠다. 또 한어(漢語)의 가사를 가진 음악이 대개 일자일음식(一字一音式)이고, 박판(拍板)은 규칙적인 길이의 구절을 떼어 주기 때문에, 당악은 향악같이 복잡하지 않고 정아하다고 하겠다. 당악이 새로 들어온 이후로(12세기 중엽 경덕왕(景德王) 때로 추정), 재래음악은 그것이 서역계악(西域系樂)이건 한국의 악이건 모두 향악이라고 불렸다(최치원의 <향악잡영> 5수의 예와 같이). 그것은 마치, 서양음악이 새로 밀려 들어온 후로 재래음악을 중국계의 음악이건 한국의 음악이건 가리지 않고 모두 국악이라고 부르는 것과 같다. 당악이 들어온 이후로 당악은 향악과 대(對)를 이루고, 각각 좌방악(左方樂)과 우방악(右方樂)이라고도 칭해졌고, 당악은 서(西)에, 향악은 동(東)에 위치하여 당악과 향악이 엇갈려 연주되는 풍습이 조선 초기까지 계속되었다.

## 서역계악
최치원(崔致遠,8757-?)의 <향악잡영> 5수(首) 중에서 4수가 향악이 아나라 실은 서역계(西域系, 주로 산악(散樂)임을 알 수 있다. ① 산예(사자기(獅子伎))는 분명히 서량 또는 구자계(龜玆系)의 것이다. ② 속독(束毒)은 남면(藍面)의 이인간(異人間)이 북장단에 맞추어 남분(南奔) 북약(北躍)하는 춤인데, 이 속독과 일본에 전해진 고려(고구려)악의 하나인 소토쿠(宿德)는 모두 중앙아시아의 소그디아나(Sogdiana)를 한자로 표시한 것이다. ③ 월전(月顚)은 군유(群儒)가 술잔을 서로 다투어 마시는 우스운 내용의 것으로, 그 월전이란 문자는 중앙아시아의 호탄(kohtan)을 한자로 표기한 것이다. ④ 대면(大面)은 황금면색(黃金面色)의 가면을 쓴 사람이 손에 주편(珠鞭)을 쥐고 귀신을 쫓는 내용의 것으로, 이 대면은 분명히 북제(北齊, 550-577)의 대면(代面)이다.
요컨대 북을 요란하게 치는 서역계 악(樂)이 저·북을 쓰지 않고 가야금 하나 또는 거문고·횡적·막목(莫目) 세 가지를 쓰는 삼국악(三國樂)과 다른 것은 마치 남분(南奔)·북약(北躍)하는 서역계의 건무(健舞)와 중국의 한아(閑雅)한 춤만큼이 다르고, 삼국시대의 그 목이 길고 몸이 날씬한 금동불상(金銅佛像)과 통일신라시대의 목이 짧고 몸이 두툼한 불상만큼이 다르다.

## 향악의 발전
통일신라시대에도 가야금 한 가지 악기에 맞추어서 춤추고 노래하는 예전 신라악 이외에 고구려악이나 백제악도 존속하였다. 고려 때와 조선조 때까지도 백제악인 방등산(方等山)·정읍(井邑)이 연주되었고, 고구려악인 내원성(來遠城)·연양(延陽)·명주(溟洲)가 <고려사>에 전하였던 것으로도 알 수 있다. 이 밖에 <삼국사기>에 의하면, 신라악은 삼현(三絃)·현금(玄琴)·가야금(伽倻琴)·향비파(鄕琵琶)), 삼죽(三竹, 대금·중금·소금(小芩))·박판(拍板)·대고(大鼓)·가무(歌舞)였는데, 신라악은 고구려의 현금·서역의 5현비파(향비파)·당의 박판을 여기저기서 섭취한 것이었다. 그런 신라의 관현반주는 가야금 하나에 맞추어 춤추고 노래하던 예전의 신라악에 비하면 큰 발전이라고 하겠다. 한편 박판을 사용한 점으로 미루어서, 또 현금 곡명(玄琴曲名)의 춘조곡(春朝曲)·추석곡(秋夕曲)·유곡청성곡(幽曲淸聲曲)·입실상곡(入實相曲) 등으로 미루어서, 그런 신라악은 종전 것과 달리 덜 복잡하고 더 아정한 성질의 것이라고 하겠다.

## 신라의 거문고 음악
거문고는 고구려에서 쓰던 악기로 백제에서도 쓰였으며, 신라에서는 언제부터 수입되었는지 알 수 없으나 효소왕(孝昭王, 643-702) 때 천존고(天尊庫)에 보존되었다는 것이 최고기록이고 경문왕(景文王, 재위 861-875) 때에는 민간에 퍼지게 되었는데 그 경위는 신라인 사찬 공영(恭永)의 아들 옥보고(玉寶高)가 지리산 운상원(雲上院)에 들어가 현금곡(玄琴曲) 30곡을 지어 그것이 거문고의 조종(祖宗)같이 되었다. 그의 금도(琴道)가 명득(命得)을 거쳐 귀금(貴金)에 이르러 단절된 뻔하였다가 다시 안장(安長)과 그의 아들 극종(克宗)에 의하여 계승되었다. 극종은 7곡을 지었다. 극종 이후에는 거문고를 업으로 하는 사람이 많았다 한다. 옥보고가 지은 30곡의 곡명은 <삼국사기>에 전한다.

## 음성서
신라 때 예부(札部)에 속하여 음악을 관장하던 기관으로, 경덕왕(景德王, 재위 742-765) 때는 대악감(大樂監)이라 고쳐 부르고 혜공왕(惠恭王, 재위 765-780) 때 다시 음성서로 불렀다. 관직은 장(長, 혹은 경(卿)) 2인이 있고, 대사(大舍, 혹은 주부(主簿)) 2인, 사(史) 4인을 두었다.

## 신라의 범패
신라의 범패는 태화(太和) 4년(830)에 당에서 돌아온 진감대사(眞鑑大師)에 의하여 유전(流傳)된 것으로 알려졌다. 이보다 17년 늦게 당에서 귀국한 일본승(日本僧) 자각대사(慈覺大師)가 저술한 입당구법순례기(入唐求法巡禮記)에 의하면 중국 산동반도(山東半島) 등주현(登州縣)의 적산원(赤山院)이라는 신라인 절에서 본 강경의식(講經儀式)·일일강의식(一日講儀式)·송경의식(誦經儀式)에 신라풍(新羅風)·당풍(唐風)·당 이전의 고풍(古風) 등 세 가지가 있었던 것을 알 수 있는데 진감대사가 유전한 범패는 당의 신풍(新風)이라 하겠다.

## 신라의 선풍과 국선의 음악
팔관회(八關會)는 하늘을 섬기고 명산대천(名山大川)의 용신(龍神)을 섬기는 고풍(古風)으로 선랑(仙郞)·국선(國仙)·선가(仙家)가 주재하였다. 이 팔관회 의식에서는 국선이 가무를 아뢰어 용천(龍天)을 환열(歡悅)시켜 복을 비는 제도였기 때문에 백희가무(百戱歌舞)를 성히 하였다. 신라 진흥왕 때에 생겨서 숭상받은 국선 또는 화랑(花郞)은 팔관회와 더불어 고려 때에도 성행하다가 고려 예종 때부터 점점 쇠퇴하였다.